# Onde radio
Une onde radioélectrique, communément abrégée en onde radio, est une onde électromagnétique dont la fréquence est inférieure à 300 gigahertz (GHz). Si la longueur d'onde dans le vide est supérieure à 1 mètre (fréquences inférieures à 300 MHz) on parle d'ondes « radiofréquences ». Si la longueur d'onde dans le vide est comprise entre 1 millimètre et 1 mètre (fréquences comprises entre 300 MHz et 300 GHz) on parle d'ondes « hyperfréquences ». Adaptées au transport de signaux issus de la voix et de l'image, les ondes radio permettent les radiocommunications (talkie-walkies, téléphone sans fil, téléphonie mobile, etc.), la radiodiffusion et les radars. Avec les micro-ondes, les radiofréquences font partie des rayonnements non-ionisants. Leurs effets biologiques et environnementaux, à certaines fréquences et intensités, font l'objet de nombreuses études, très discutées dans le cadre du développement des communications sans fil, et notamment de la 5G.

Schéma des champs électriques (E) et des champs magnétiques (H) des ondes radio émises par une antenne monopôle émettrice (petite ligne noire verticale au centre). Les champs des phases E et H sont perpendiculaires comme l'indique le diagramme dans le coin inférieur droit.

Diagramme animé d'ondes radio, antenne dipôle de transmission.

## Définition et réglementation

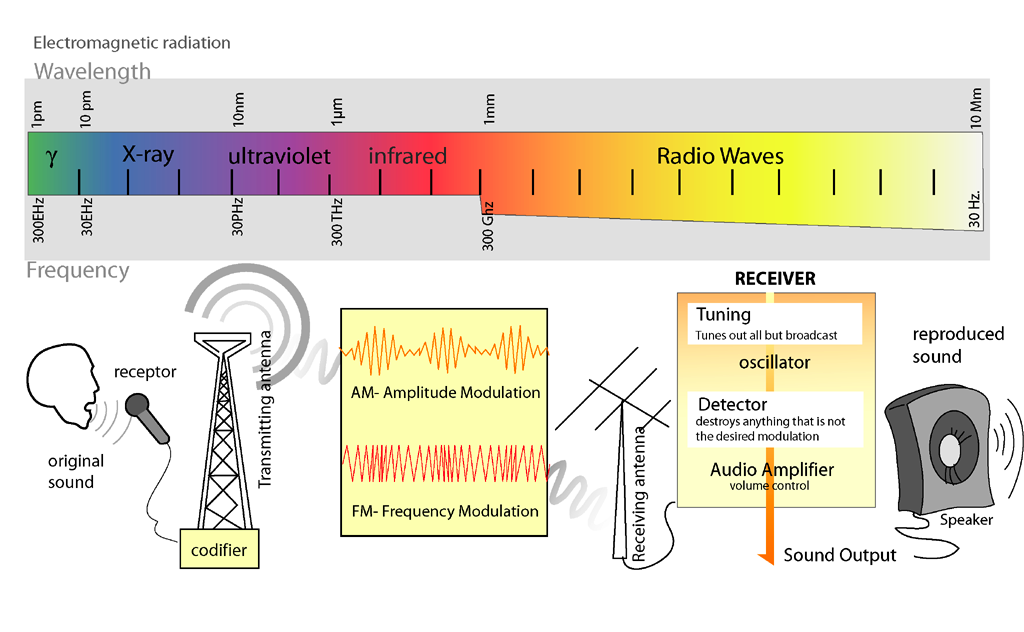
Diagramme des fréquences des ondes radios.

Le domaine des radiocommunications est réglementé par l'Union internationale des télécommunications (UIT) qui a établi un règlement des radiocommunications dans lequel on peut lire la définition suivante :
Ondes radioélectriques ou ondes hertziennes : « ondes électromagnétiques dont la fréquence est par convention inférieure à 300 GHz, se propageant dans l'espace sans guide artificiel » ; elles sont comprises entre 9 kHz et 300 GHz qui correspond à des longueurs d'onde de 33 km à 1 mm[citation nécessaire].
Les ondes de fréquence inférieure à 9 kHz sont des ondes radio, mais ne sont pas réglementées.
Les ondes de fréquence supérieure à 300 GHz sont classées dans les ondes infrarouges car la technologie associée à leur utilisation est actuellement de type optique et non électrique, cependant cette frontière est artificielle car il n'y a pas de différence de nature entre les ondes radio (dont les micro-ondes, les ondes radars, etc.), les ondes lumineuses et les autres ondes électromagnétiques.
De nombreuses lois nationales ou internationales réglementent le partage des fréquences pour différents usages, certains usages ou encore l'exposition de travailleurs à certains champs électromagnétiques.

### Gestion et attribution des fréquences radioélectriques
La demande en bande passante pour les télécommunications ou les radars, ainsi que la protection de fréquences de radioastronomie fait du spectre radioélectrique une ressource rare qui doit être réglementée mondialement.
L'attribution des radiofréquences s'effectue dans le cadre d'organismes internationaux, en particulier lors des Conférences mondiales des radiocommunications (CMR) de l'UIT.

## Spectre radiofréquence

### Terminologie officielle
Une onde radio est classée en fonction de sa fréquence exprimée en Hz ou cycles par seconde ; l'ensemble de ces fréquences constitue le spectre radiofréquence. Le spectre est divisé conventionnellement en bandes d'une décade, dont les appellations internationales sont normalisées. Les appellations francophones équivalentes sont parfois également utilisées dans les textes français.
| Désignation internationale     | Désignation francophone           | Fréquence           | Longueur d’onde        | Autres appellations                               | Exemples d'utilisation |
| ------------------------------ | --------------------------------- | ------------------- | ---------------------- | ------------------------------------------------- | --- |
| ELF (extremely low frequency)  | EBF (extrêmement basse fréquence) | 3 Hz à 30 Hz        | 100 000 km à 10 000 km |                                                   | Détection de phénomènes naturels |
| SLF (super low frequency)      | SBF (super basse fréquence)       | 30 Hz à 300 Hz      | 10 000 km à 1 000 km   |                                                   | Communication avec les sous-marins |
| ULF (ultra low frequency)      | UBF (ultra basse fréquence)       | 300 Hz à 3 000 Hz   | 1 000 km à 100 km      |                                                   | Détection de phénomènes naturels |
| VLF (very low frequency)       | TBF (très basse fréquence)        | 3 kHz à 30 kHz      | 100 km à 10 km         | ondes myriamétriques                              | Communication avec les sous-marins, Implants médicaux, Recherches scientifiques…                                                                                            |
| LF (low frequency)             | BF (basse fréquence)              | 30 kHz à 300 kHz    | 10 km à 1 km           | grandes ondes ou ondes longues ou kilométriques   | Radioamateur, Radionavigation, Radiodiffusion GO, Radio-identification |
| MF (medium frequency)          | MF (moyenne fréquence)            | 300 kHz à 3 MHz     | 1 km à 100 m           | petites ondes ou ondes moyennes ou hectométriques | Radioamateur, Radiodiffusion PO, Service maritime, Appareil de recherche de victimes d'avalanche                                                                            |
| HF (high frequency)            | HF (haute fréquence)              | 3 MHz à 30 MHz      | 100 m à 10 m           | ondes courtes ou décamétriques                    | Organisations diverses, Militaire, Radiodiffusion OC, Maritime, Aéronautique, Radioamateur, Météo, Radio de catastrophe, etc.                                               |
| VHF (very high frequency)      | THF (très haute fréquence)        | 30 MHz à 300 MHz    | 10 m à 1 m             | ondes ultra-courtes ou métriques                  | Radiodiffusion FM, Radiodiffusion RNT, Aéronautique, Maritime, Radioamateur, Gendarmerie nationale française, Pompiers, SAMU, Réseaux privés, taxis, militaire, Météo, etc. |
| UHF (ultra high frequency)     | UHF (ultra haute fréquence)       | 300 MHz à 3 GHz     | 1 m à 10 cm            | ondes décimétriques                               | Réseaux privés, militaire, GSM, GPS, téléphones sans fil (DECT), Téléphonie mobile, Wi-Fi, Télévision, Radioamateur, etc.                                                   |
| SHF (super high frequency)     | SHF (super haute fréquence)       | 3 GHz à 30 GHz      | 10 cm à 1 cm           | ondes centimétriques                              | Réseaux privés, Wi-Fi, Téléphonie mobile, Micro-onde, Radiodiffusion par satellite (TV), Faisceau hertzien, Radar météorologique, Radioamateur, etc.                        |
| EHF (extremely high frequency) | EHF (extrêmement haute fréquence) | 30 GHz à 300 GHz    | 1 cm à 1 mm            | ondes millimétriques                              | Réseaux privés, Téléphonie mobile, Radars anticollision pour automobiles, Liaisons vidéo transportables, Faisceau hertzien, Radioamateur, etc.                              |
| Térahertz                      | Térahertz                         | 300 GHz à 3 000 GHz | 1 mm à 100 µm          | ondes submillimétriques                           | scanner corporel |

### Autres appellations
Pour éviter les ambiguïtés avec le vocabulaire de l'acoustique et de la sonorisation, on utilise le terme « audiofréquence » de préférence à « basse fréquence » pour désigner des ondes acoustiques (mécaniques) ou des signaux électriques (en rapport avec le son) dans la bande 30 Hz à 30 kHz.
D'autres appellations de bandes ou sous-bandes sont également utilisées en fonction des habitudes techniques :
- les bandes des micro-ondes ou « hyperfréquences » entre 300 MHz et 30 GHz sont historiquement découpées en demi-octaves correspondant aux guides d'ondes standards, appelées : bandes U, L, S, C, X, K (elle-même découpée en Ku et Ka). Cette terminologie est encore très utilisée ;
- la bande comprise entre 1 605 et 3 800 kHz[3] est souvent appelée « bande marine » et « bande chalutiers » ;
- le terme « moyenne fréquence » désignait la fréquence d'amplification fixe des récepteurs superhétérodynes : on lui préfère aujourd'hui le terme « fréquence intermédiaire » non ambigu ;
- les bandes de radiodiffusion et de télévision terrestre ont également des appellations standardisées :
  - LF : bande GO « grandes ondes »,
  - MF : bande PO « petites ondes »,
  - HF : bande OC « ondes courtes »,
  - VHF : bandes I, II, III,
  - UHF: bandes IV et V ;

- enfin, certaines bandes ont reçu l'appellation de leur usage réglementaire : ainsi, les bandes ISM sont les bandes allouées aux usages domestiques sans licence[4].

### Usage du terme «onde hertzienne»
S'agissant des ondes radioélectriques, le terme « ondes hertziennes » en est un synonyme. Selon la définition de l'UIT, le terme « hertzien » ne couvre que les signaux transmis par rayonnement — il s'agit là du rayonnement électromagnétique — c'est-à-dire sans support matériel[source insuffisante], par exemple aussi bien la télévision terrestre que par satellite et tous les autres modes de transmission sans fil dans le spectre de fréquence de ces ondes,.

## Propagation
Comme toutes les ondes électromagnétiques, les ondes radio se propagent dans l'espace vide à la vitesse de la lumière et avec une atténuation de la puissance transportée par unité de surface proportionnelle au carré de la distance parcourue selon l'équation des télécommunications.
Dans l'atmosphère, elles subissent des atténuations liées aux précipitations, et peuvent être réfléchies ou guidées par la partie de la haute atmosphère appelée ionosphère.
Elles sont atténuées ou déviées par les obstacles, selon leur longueur d'onde, la nature du matériau, sa forme et sa dimension. Pour simplifier, un matériau conducteur aura un effet de réflexion, alors qu'un matériau diélectrique produira une déviation, et l'effet est lié au rapport entre la dimension de l'objet et la longueur d'onde.

## Utilisation

Diagramme d'atténuation de l'atmosphère selon la longueur d'onde. Les ondes radio de courte et moyenne longueur d'onde ne sont pas atténuées (zone bleue à droite du schéma), tandis que les ondes radio de longue longueur d'onde sont absorbées (zone marron à l'extrémité droite du schéma).

Chaque fréquence radioélectrique subit différemment les divers effets de propagation, ce qui explique leur choix selon l'application. Ainsi, l'atmosphère terrestre bloque les émissions vers l'espace hors de certaines bandes, qui sont donc privilégiées pour la radioastronomie et les satellites. Certaines fréquences sont absorbées par les molécules d'eau, donc utilisées pour les fours à micro-ondes ou pour la réalisation de réseaux de télécommunication denses (comme avec la 5G par exemple), d'autres sont au contraire réfléchies par les précipitations et utilisées pour les radars météo, etc.
L'autre critère clé est la bande passante utilisable et l'encombrement du spectre par les multiples applications et services : toute application demande une bande passante, qui doit lui être affectée sous peine de brouillage mutuel. Par exemple, la télévision ne peut utiliser que des fréquences élevées VHF ou UHF.
Enfin la technologie disponible permet progressivement d'utiliser des bandes de fréquence de plus en plus haute. Ainsi, les SHF et EHF n'étaient pas utilisables avant l'invention du magnétron.

## Types de modulation d'une onde radio
Les ondes radio sont modulées pour porter une information (un signal), par exemple en modulation d'amplitude pour la radio AM, en modulation de fréquence pour la radio FM, en modulation de phase dans d'autres applications ou en modulation d'impulsion pour les radars. D'autres types de modulation existent, combinant une modulation de phase et une modulation d'amplitude par exemple. C'est le cas des modulations de type QAM (Quadrature Amplitude Modulation) dont les symboles sont caractérisés par une phase et une amplitude spécifique. Ces modulations QAM permettent d'augmenter le débit de transmission, en diminuant la durée de transmission d'un message puisqu'on peut coder plus de bits par symbole. Par contre, ces modulations sont plus sensibles aux interférences et aux déformations de signal dues à la propagation dans le canal.

## Mesure du spectre radioélectrique
Les mesures professionnelles sur les ondes électromagnétiques nécessitent une antenne étalonnée adaptée aux fréquences à mesurer, suivie d’un appareil de mesure électronique de type :
- analyseur de spectre pour la mesure des amplitudes et fréquences de diverses composantes d’une bande ;
- analyseur de champ électromagnétique (ou mesureur de champ) pour les mesures d’intensité de champ ou de compatibilité électromagnétique.

L’analyse en amateur des bandes courantes LF à UHF peut s’effectuer avec un récepteur étalonné (scanner). L’analyse dans les bandes basses VLF à ELF s’effectue en général après traitement du signal (FFT) acquis temporellement.

## Autres usages

### En médecine esthétique
Certaines pratiques de médecine esthétique utilisent les ondes radiofréquence pour échauffer localement le tissu sous-cutané. Les effets recherchés sont le traitement des imperfections de la peau, du relâchement cutané et de la texture de la peau : cicatrices d’acné et vergetures, réduction des rides et des pores dilatés, etc.

### En art
Défini dans les années 80 par Tetsuo Kogawa comme un art de la radiation, le radio-art englobe des pratiques d'émission, de filtrage, de réception, de manipulations des ondes radioélectriques pour en faire des sculptures, parfois sonifiées ou matérialisées mais pas obligatoirement.

## Risques sanitaires liés aux ondes radioélectriques
Les dangers encourus en présence de champs radioélectriques intenses ont été très tôt soulevés en particulier à l’apparition des fours à micro-ondes dans les foyers, pour les personnes habitant à proximité des émetteurs militaires de très forte puissance ou pour le personnel travaillant près des radars. Plus récemment, le danger éventuellement lié aux téléphones portables a amené à définir une mesure normalisée de rayonnement (débit d'absorption spécifique ou DAS) mais cette mesure est un principe de précaution car un éventuel risque sanitaire lié aux ondes radioélectrique n'est aujourd'hui pas prouvé,,.